# Будинок кіно
Будинок кіно — чотириповерхова споруда із скла і бетону в Києві по вулиці Саксаганського, 6.
Архітектор проєкту — Боровик Федір Ілліч. Функціонує з 1974 року.
Будинок є власністю Національної спілки кінематографістів України.

## Вміст
Будинок кіно містить:
- Червоний кінозал (на 670 місць);
- Синій кінозал (на 170 місць);
- Малий кінозал (на 50 місць);
- Великий конференц-зал (на 1000 місць);
- Блакитну вітальню.

У Будинку кіно також розташовані ресторан-клуб, кафе, бар «Чарлі Чек Поінт» та закрита бібліотека.
Створено Музей українського кіно.

## Культурний центр
Образно кажучи, Будинок кіно є першим кінозалом України, де глядачі (завжди безкоштовно) мають змогу прилучитися до кращих зразків українського та світового кіномистецтва.
Будинок кіно є культурним центром, в якому проводяться виставки, фестивалі та інші заходи.

## Громадський центр
В Будинку кіно працюють підрозділи Спілки кінематографістів України:
- асоціації кінодраматургів, кінокритиків, художників кіно і телебачення, неігрового кіно, молодих кінематографістів;
- секція кіноакторів;
- професійні гільдії кінооператорів, кінорежисерів, звукорежисерів, кіноакторів, композиторів, організаторів кіновиробництва, кіно інженерів;
- комісії з прийому до членів Спілки, соціального захисту, з міжнародних зв'язків, по роботі з молодими та кіноосвіти, розвитку проектів, регламенту та етики, з інформаційної політики, авторського права, з пропозицій до законодавчих ініціатив, сприяння кіно- аматорству;
- рада ветеранів кіно.

У Будинку кіно проходили:
- установчий з'їзд «Меморіалу»,
- установчий з'їзд Київського «Руху»,
- реорганізація «Гельсінської спілки» в партію та її установчий з'їзд
- установчі з'їзди багатьох інших партій,
- Перший Собор Української автокефальної церкви та обрання її першого Патріарха Мстислава.

## Керівництво
Гречанівський Сергій Аркадійович